# Liste der Monuments historiques in Choisy-au-Bac
Die Liste der Monuments historiques in Choisy-au-Bac führt die Monuments historiques in der französischen Gemeinde Choisy-au-Bac auf.

## Liste der Bauwerke
| Bezeichnung           | Beschreibung                  | Standort | Kennzeichnung | Schutzstatus | Datum | Bild           |
| --------------------- | ----------------------------- | -------- | ------------- | ------------ | ----- | -------------- |
| Kirche Ste-Trinité    | Erbaut im 12./13. Jahrhundert | (Lage)   | PA00114530    | Classé       | 1920  | weitere Bilder |
| Priorat Saint-Étienne | Erbaut im 13. Jahrhundert     | (Lage)   | PA00114593    | Inscrit      | 1948  | weitere Bilder |

## Liste der Objekte

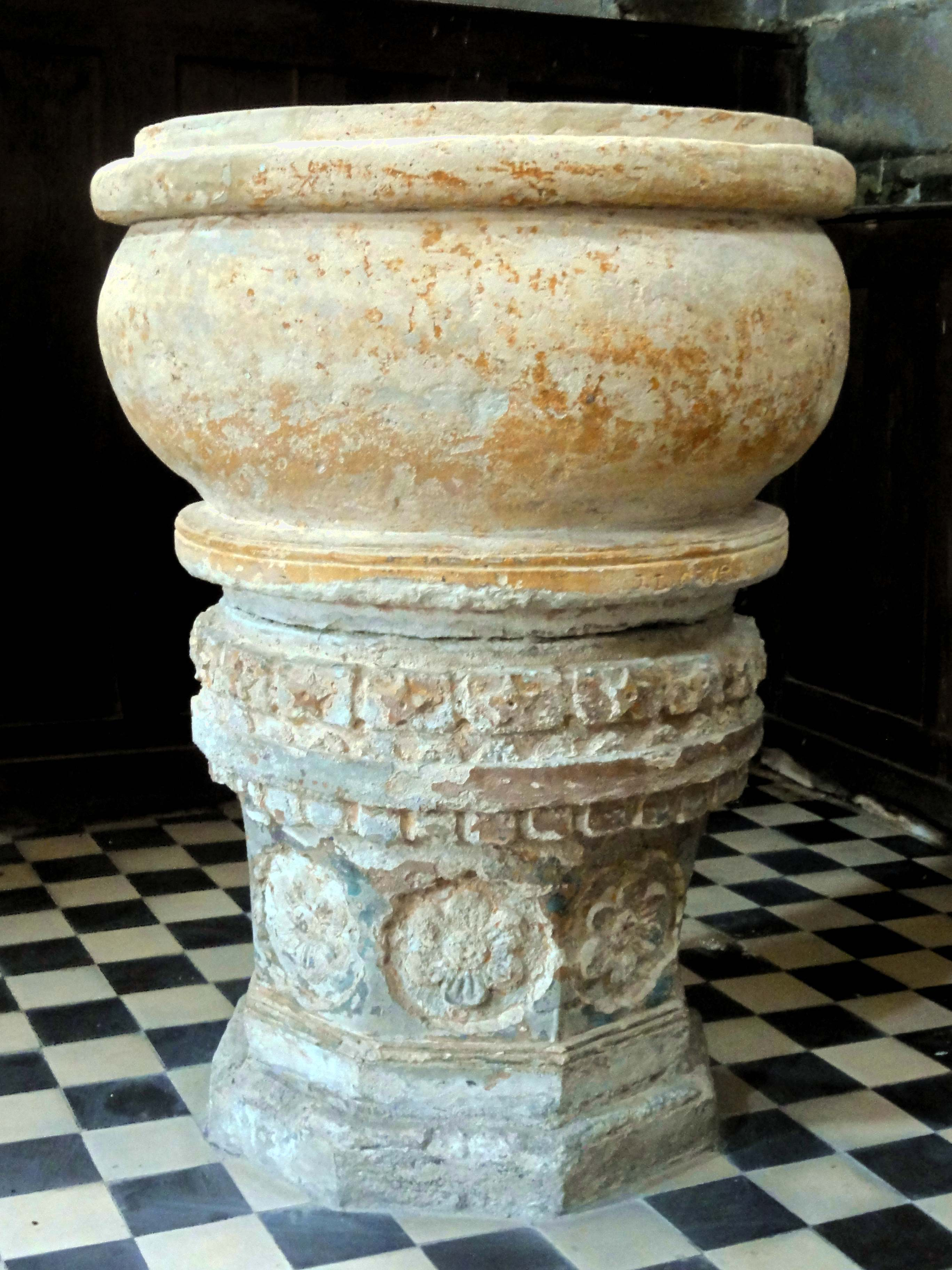
Taufbecken aus dem 16. Jahrhundert in der Kirche Ste-Trinité

- Monuments historiques (Objekte) in Choisy-au-Bac in der Base Palissy des französischen Kultusministeriums